# Чумой
Чумо́й (рос. Чумой) — село в Ігринському районі Удмуртії, Росія.

## Населення
Населення — 137 осіб (2010; 181 в 2002).
Національний склад станом на 2002 рік:
- удмурти — 91 %

## Урбаноніми[3]
- вулиці — Джерельна, Зарічна, Польова, Річкова, Центральна, Шкільна
- провулки — Джерельний